# Danny Mountain
Danny Mountain (ur. 18 lipca 1984 w Bracknell) – brytyjski aktor i reżyser filmów pornograficznych.

## Życiorys

### Wczesne lata
Urodził się w Bracknell, w południowo-wschodniej Anglii, w hrabstwie ceremonialnym Berkshire jako syn Lisy Mountain. Od dziewiątego roku życia grał w piłkę nożną dla Southampton F.C. i był obiecującą gwiazdą futbolu. Interesowały się nim takie kluby jak Chelsea, Tottenham Hotspur F.C. czy West Ham United. Główny trener Southampton F.C. Alan Ball po meczu powiedział, że taki talent jak Danny pojawia się tylko raz na 15 lat.
Planował grać zawodowo w piłkę nożną w Anglii jako pomocnik, zanim w wieku 17 lat doznał kontuzji lewego kolana. W 1996 uczęszczał do koedukacyjnej szkoły średniej Kościoła anglikańskiego Churchmead School w Datchet. W 2002 ukończył St Matthewt’s Roman Catholic High School, a następnie szkolił się jako stolarz. Naukę kontynuował w Langley College.

### Kariera
W 2004, w wieku 19 lat jego dziewczyna, modelka glamour, zaproponowała mu udział w filmie porno. Początkowo nie był tym zainteresowany, ale z ciekawości wziął udział w przesłuchaniu ze swoją dziewczyną i dostał rolę w nadchodzącym filmie dla dorosłych. Chociaż obawiał się uczenia na pamięć tekstu i występu przed kamerą, jego pierwsza sesja okazała się ogromnym sukcesem. Następnie pod pseudonimem Danny Boy brał udział w filmach pornograficznych dla Elegant Angel, Wicked Pictures, Digital Playground, Brazzers i Penthouse, a także w serii Big Dick in a Little Chick część 1-3 (Digital Sin) czy Intimate Encounters część 2-4 (Adam & Eve).
W 2009 był nominowany do AVN Award w kategorii „Najlepszy debiutant”. Związał się z agencją LA Direct Models. W 2010 zdobył nominację do XBIZ Award w kategorii „Nowy wykonawca roku”.
Wystąpił w parodiach porno, w tym Ośmiorniczka – Octopussy 3-D: A XXX Parody (2010) jako James Bone, Seks w wielkim mieście – Sex and the City: The Original XXX Parody (2010) jako sąsiad, Thor – Thor XXX: An Extreme Comixxx Parody (2012) w roli tytułowej Thora Odinsona, Tomb Raider – Tomb Raider XXX: An Exquisite Films Parody (2012) jako zbir Jaqueline Natli (Lea Lexis), Spice World – OMG... It's the Spice Girls XXX Parody (2013) jako Jimmy Gulzar, Detektyw – True Detective: a XXX Parody (2015) jako senator i Miasteczko Pleasantville – Pleasureville: A Digital Playground XXX Parody (2018) jako mleczarz w telewizji.
We wrześniu 2014 znalazł się na miejscu trzecim rankingu aktorów porno według kobiecych upodobań.
W 2018 i 2019 prezentował swoje filmy w społecznościowej sieci OnlyFans, zyskując dużą liczbę subskrybentów.

## Życie prywatne
Spotykał się z Angel Dark, z którą wystąpił w filmie Traveling Czechs (2005) w scenie z Julie Silver i Steve’em Hooperem. 22 grudnia 2007 poślubił Evę Angelinę, z którą ma córkę Sylvie (ur. 8 grudnia 2008). Jednak w 2009 doszło do rozwodu. 20 lipca 2014 ożenił się z Mią Malkovą. W 2018 rozwiódł się. W marcu 2019 spotykał się z A.J. Applegate.
Trenował brazylijskie jiu-jitsu (posiada niebieski pas), boks i MMA, grał w hollywoodzkiej drużynie piłkarskiej z Vinniem Jonesem i Jasonem Stathamem.

## Nagrody
| Rok  | Nagroda        | Kategoria                       | Film                             | Inni wykonawcy |
| ---- | -------------- | ------------------------------- | -------------------------------- | --- |
| 2012 | AVN Award      | Najlepsza scena seksu grupowego | Asa Akira Is Insatiable 2 (2011) | Broc Adams, Asa Akira, Erik Everhard, Toni Ribas, Jon Jon, Ramón Nomar i John Strong                                     |
| 2013 | AVN Award      | Najlepsza scena seksu oralnego  | Massive Facials 4 (2011)         | Alex Gonz, Eric John, Johnny Fender, Lexi Belle i Tommy Pistol                                                           |
| 2022 | Fleshbot Award | Film roku                       | Drift (2021)                     | Violet Myers, Maitland Ward, Mick Blue, Anton Harden, Seth Gamble, Alex Jones, Little Dragon, Jamie Knoxx i Flex Fitcock |